# Guðni Bergsson
Guðni Bergsson (* 21. července 1965, Reykjavík, Island) je bývalý islandský fotbalový obránce a reprezentant.
Mimo Islandu působil v Německu a Anglii, profesionální hráčskou kariéru ukončil v anglickém klubu Bolton Wanderers.

## Reprezentační kariéra
Guðni hrál za islandské reprezentační výběry U17 a U21.
V A-mužstvu Islandu debutoval 1. 8. 1984 v zápase proti Faerským ostrovům (remíza 0:0). Celkem odehrál v letech 1984-2003 za islandský národní tým 80 zápasů a dal jeden gól.
Gól Guðni Bergssona za reprezentační A-mužstvo Islandu
| Gól | Datum           | Stadion                             | Soupeř   | Skóre (min.) | Výsledek | Soutěž                   |
| --- | --------------- | ----------------------------------- | -------- | ------------ | -------- | ------------------------ |
| 010 | 11. června 1995 | Laugardalsvöllur, Reykjavík, Island | Maďarsko | 01:1 0(61.)  | 2:1      | kvalifikace na EURO 1996 |